# Trebeľovce
Trebeľovce (em húngaro: Terbeléd) é um município da Eslováquia, situado no distrito de Lučenec, na região de Banská Bystrica. Tem 19,55 km² de área e sua população em 2018 foi estimada em 895 habitantes.

## Demografia
| Ano:        | 1994 | 2004   | 2014   | 2024    |
| ----------- | ---- | ------ | ------ | ------- |
| Broj ljudi: | 963  | 976    | 949    | 840     |
| Razlika:    |      | +1,34% | -2,76% | -11,48% |

| Ano:               | 2023 | 2024   |
| ------------------ | ---- | ------ |
| Número de pessoas: | 847  | 840    |
| Diferença:         |      | -0,82% |